# 12月のひまわり
「12月のひまわり」（じゅうにがつのひまわり）は、日本のバンド・Aqua Timezの19枚目のシングル。2016年（平成28年）9月28日にEpic Recordsから発売された。。

## 概要
前作「最後までII」以来、約1年2ヶ月ぶりのシングル。読売テレビ・日本テレビ系「情報ライブ ミヤネ屋」エンディングテーマ（2016年10月 - 12月）。
ボーカルの太志の出身地である岐阜市とのタッグで「現代を生きる若者への応援ソング」として制作され、ミュージックビデオも岐阜市内で撮影した映像が中心となっている。
Aqua Timez×岐阜市の「まだ、はじまったばかりプロジェクト」のプロジェクトソングとして制作され、2016年10月2日に岐阜・ぎふメディアコスモス みんなの広場カオカオにてプロジェクトソングお披露目イベントを行った。
初回生産限定盤には、「12月のひまわり　Music Video」と「12月のひまわり Music Video　Off Shot Movie」が収録されたDVDが付属されている。
Aqua Timezが2018年内の活動をもって解散したため、事実上最後のシングルとなった。

## 収録曲
いずれの楽曲も、作詞・作曲：太志、編曲：Aqua Timez。

### CD
1. 12月のひまわり [4:53]
読売テレビ・日本テレビ系「情報ライブ ミヤネ屋」エンディングテーマ（2016年10月 - 12月）。
2. 岐阜と [4:10]
3. 12月のひまわり（Instrumental） [4:53]
4. 岐阜と（Instrumental） [4:07]

### DVD（初回生産限定盤のみ）
1. 12月のひまわり（Music Video）
2. 12月のひまわり（Music Video Off Shot Movie）